# Shigang (köpinghuvudort i Kina, Jiangxi Sheng, lat 28,44, long 115,63)
Shigang är en köpinghuvudort i Kina. Den ligger i provinsen Jiangxi, i den sydöstra delen av landet, omkring 37 kilometer sydväst om provinshuvudstaden Nanchang. Antalet invånare är 45 426. Befolkningen består av 21 376 kvinnor och 24 050 män. Barn under 15 år utgör 29,0 %, vuxna 15-64 år 64 %, och äldre över 65 år 6,0 %.
Runt Shigang är det tätbefolkat, med 459 invånare per kvadratkilometer. Shigang är det största samhället i trakten. Trakten runt Shigang består till största delen av jordbruksmark.
Genomsnittlig årsnederbörd är 2 190 millimeter. Den regnigaste månaden är juni, med i genomsnitt 367 mm nederbörd, och den torraste är oktober, med 28 mm nederbörd.